# Эдур, Марк
Марк Эдур (эст. Mark Edur; 11 декабря 1998, Таллин) — эстонский футболист, защитник.

## Биография
Воспитанник таллинских футбольных школ «Коткас-Юниор» и «Левадия». С 2017 года в течение двух лет выступал в первой лиге Эстонии за резервную команду «Левадии». За основную команду сыграл только один матч на ранней стадии Кубка Эстонии в 2018 году. В 2019 году перешёл в «Тулевик» (Вильянди), в его составе дебютировал в высшей лиге Эстонии 16 марта 2019 года в матче против «Таммеки». В новом клубе стал регулярным игроком стартового состава и за полтора сезона провёл 47 матчей в высшей лиге.
В сентябре 2020 года перешёл в «Этыр» (Велико-Тырново). Дебютировал в высшем дивизионе Болгарии 1 декабря 2020 года в матче против клуба «Царско село», заменив на 73-й минуте Антона Огнянова. Всего сыграл 3 матча в чемпионате Болгарии и уже в феврале 2021 года покинул клуб.
В первой половине 2021 года был в составе таллинского «Нымме Калью», но за основную команду сыграл только один матч в Кубке Эстонии. В марте 2022 года присоединился к английскому любительскому клубу «Белпер Таун» из Северной Премьер-лиги (седьмой дивизион). В 2023 году выступал за дебютанта высшей лиги Эстонии «Харью», сыграл 25 матчей, а клуб финишировал последним.
Сыграл 3 матча за молодёжную сборную Эстонии.